# Óscar de Paula
Óscar de Paula Gamero (Durango, 31 maggio 1975) è un allenatore di calcio ed ex calciatore spagnolo, di ruolo attaccante.

## Carriera
Il 9 giugno 2015 assume la guida del Badajoz.

## Palmarès

### Giocatore

#### Competizioni nazionali
- Segunda División B: 2

Ponferradina: 2007-2008 (Gruppo 2), 2009-2010 (Gruppo 1)